# كين ألبيرز
كين ألبيرز (بالإنجليزية: Ken Albers)‏ هو بواق ومغني أمريكي، ولد في 10 ديسمبر 1924 في ودبيري في الولايات المتحدة، وتوفي في 19 أبريل 2007 في سيمي فالي في الولايات المتحدة.

## وصلات خارجية
- كين ألبيرز على موقع ميوزك برينز (الإنجليزية)